# The Sunday Times
The Sunday Times (укр. «Санді Таймс», або «Санди Таймс») — британський тижневик видавництва Times Newspapers Ltd, дочірньою компанією News UK, яка, у свою чергу, належить американській корпорації News Corp. Також Times Newspapers Ltd видає щоденну газету The Times. Ці дві газети були засновані незалежно одна від одної, і стали належати одному власнику лише з 1966 року. News International придбала газети у 1981 році.
The Sunday Times займає провідну роль серед недільної якісної преси. Її наклад значно більший ніж у The Sunday Telegraph, The Observer і The Independent on Sunday.
Поки інші національні видання на початку 2000-х перейшли у формат таблоїдів, The Sunday Times залишається широкоформатною газетою і продає удвічі більше копій, ніж The Times, що видається з понеділка по суботу.
У газеті друкується ряд популярних письменників, публіцистів, коментаторів, серед яких Джеремі Кларксон, Адріан Ентоні Джил та Брайан Еплайд. The Sunday Times стала першою у Великій Британії газетою з великою кількістю рубрик, таких як огляд новин, бізнес, спорт, гроші та інші; журналами: The Sunday Times Magazine, Culture, Style, а також додатками у форматі таблоїдів: Travel, Home, Driving.
Вона має сайт та окремі електронні видання, що налаштовані як для операційних систем iOS та Android, так і для Google Nexus, які допомагають знайти матеріали, які не містить друковане видання.
Щороку газета публікує The Sunday Times Rich List, огляд найбагатших людей Британії та Ірландії, на манеру Forbes 400 list у США, і ряд рейтингів з оглядом приватних британських компаній у публікації Sunday Times Fast Track 100.  Також газета щорічно видає турнірну таблицю найкращих державних та приватних шкіл молодшого та старшого ступенів у всьому Об'єднаному Королівстві, що має назву Parent Power, а також турнірну таблицю британських університетів і аналогічну для університетів Ірландії.
Більше того, газета публікує Sunday Times Bestseller List — список бестселерів року Великої Британії, і список 100 Best Companies to Work For, орієнтований на компанії Об'єднаного Королівства.  Також газета організовує щорічний літературний фестиваль The Sunday Times Oxford Literary Festival та освітній фестиваль The Sunday Times Festival of Education, що проходить щорічно у коледжі Веллінгтона.

## Історія

### Створення і початок історії (1821—1915)
Газета почала свою публікацію 18 лютого 1821 як The New Observer, але з 21 квітня її назва була змінена на The Independent Observer. Її засновник, Генрі Уайт, вибрав назву газети в явній спробі скористатися успіхом газети Observer, яка був заснована у 1791 році, хоча жодного зв'язку між цими виданнями не було.
20 жовтня 1822 The Independent Observer стає відомий як The Sunday Times, хоча не має ніякого відношення до The Times. У січні 1823 Генрі Уайт продає газету члену радикальної партії Даніелю Уайтлу Харві.
За нового власника, у газеті запроваджується кілька нововведень: дерев'яна гравюра, на якій зображена коронація королеви Вікторії у 1838 — це була найбільша ілюстрація, що коли-небудь з'являлася в The Sunday Times. У 1841 році однією з перших газет публікує роман за серіями: «Старий Святий Паулс» Вільяма Гаррісона Ейнсворта.
У 1887 році газету придбала Еліс Корнуелл. 1893 року вона продає газету Фредеріку Бір, який вже володіє The Observer.
Бір призначає редактором свою дружину Рейчел Сассун Бір, яка також є і редактором The Observer. Вона продовжує редагувати обидві газети до 1901.

### Газета за роки Кемслі  (1915—1959)
Подальша зміна власності відбулася в 1903 році, а потім в 1915 році. Газета була придбана Вільямом Беррі і його братом, Гомером Беррі, які пізніше стали лордом Кемроус і віконтом Кемслі відповідно. Вони продовжували вводити інновації:
23 листопада 1930, The Sunday Times стає першою недільною газетою, що вийшла на 40-сторінках, і 21 січня 1940 замінила новини на головній сторінці рекламою.
У 1943 році створена The Kemsley Newspapers для The Sunday Times.
У цей час The Kemsley Newspapers Group є найбільшою у Великій Британії.
12 листопада 1945, Ян Флемінг, який пізніше створив Джеймса Бонда, приєднується до газети як іноземний редактор та письменник. В наступному місяці наклад газети досягає 500 000 екземплярів. 28 вересня 1958 газета запроваджує окремий розділ «Відгук», ставши першою газетою, що публікувала два розділи регулярно.

### Газета за роки Томсона (1959—1981)
У 1959 The Kemsley Newspapers Group була куплена лордом Томсоном, і в жовтні 1960 наклад газети вперше досягає одного мільйона. 4 лютого 1962 редактор, Денис Гамільтон, започатковує The Sunday Times Magazine. Спочатку він виходив як «colour section», взявши назву The Sunday Times Magazine аж 9 серпня 1964.
27 вересня 1964 був започаткований розділ «Бізнес», зробивши The Sunday Times першою регулярною трисекційною газетою Великої Британії. У вересні 1966, Томсон купив The Times, для формування Times Newspapers Ltd (TNL).
19 травня 1968, газета публікує свій перший великий звіт про розслідування у справі наркотику Талідомід. Звіт був опублікований на чотирьох сторінках Insight як спеціальне розслідування під назвою The Thalidomide File.

### Газета у власності Руперта Мердока (1981— до сьогодні)
Група Мердока News Corporation придбала газету у 1981 році, але уряд консерваторів висунув питання про покупку на розгляд Competition Commission (Комісія з монополій та злиття фірм) тому, що попередній власник, корпорація Thomson, загрожувала закриттям газет, якщо вони не будуть передані комусь іншому протягом відведеного часу. Тому існували побоювання, що будь-які юридичні перешкоди до поглинання газет Мердоком, можуть призвести до занепаду цих двох газет. У свою чергу, Мердок забезпечив юридично обов'язкові гарантії щоб зберегти редакційну незалежність назв.
На той час він вже володів декількома газетами, наприклад, The Sun та News of the World (була закрита в 2011 році).
У 1983 The Sunday Times опублікувала фальшивий щоденник Гітлера, думаючи, що він справжній, тому що той були завірений Х'ю Тревором-Ропера, істориком і автором The Last Days of Hitler.
Контроль News Corporation поклав край царюванню редактора Гарольда Еванса (Harold Evans), завершивши період в історії газети, коли вона була відома передвиборними матеріалами, розслідуваннями, а також ліберальним ухилом. За часів редакторства Ендрю Ніла (Andrew Neil) в 1980-х — початку 1990-х The Sunday Times явно підтримувала тетчеризм; позиція газети, як було прийнято вважати, полягала в тому, що антимеркантилізм серед тих, хто традиційно голосував за Консервативну партію, поряд з традиційним соціалізмом підривав економічну конкурентоспроможність Сполученого Королівства. У цьому газета очевидно протистояла традиційному консерватизму конкурента Санді Телеграф.
Коли Ніл був редактором, в газеті були створені нові секції: щорічник Sunday Times Rich List і Funday Times; Style & Travel (Стиль та подорожі), News Review and Arts (Огляд новин і Мистецтва) в 1990, Culture (Культура) в 1992. А у вересні 1994 Style & Travel стали двома окремими рубриками.
У 1994 редактором газети став Джон Уітроу, який активно продовжував розвиток видання. 1996 року був запущений сайт газети і створені нові рубрики: Home в 2001, Driving в 2002.
Разом з іншими газетами The Sunday Times був уражений падінням накладу. З 1,3 мільйонів примірників він впав майже до 800,000.
У березні 2014 число передплатників газети налічує 59,000.
У січні 2013 Мартін Івенс став чинним редактором The Sunday Times.

## Структура газети
Комплект недільного випуску The Sunday Times можна купити за ціною £ 2,50. До нього входить:
- Головна газета The Sunday Times — 36 стр. (рубрики: News, Focus, Comment, News World, а на останній сторінці — Weather)
- Секція 2 — Спорт (Sport) — 18 стр. (Rugby, Football, Racing, Football results, Diving, Comment)
- Секція 3 — Бізнес (Business) — 12 стр. (Business, Focus, Small business, Databank)
- Секція 4 — Огляд новин (News Review) — 12 стр. — (News Review of the week, News Review Education, Brain Power — містить судоку, кросворди та інше)
- Секція 5 — Гроші (Money) — 8 стр. — (про те, як зберегти та примножити свої гроші)
- Секція 6 — Подорожі (Travel) (розмір 36 Х 29) — 40 стр.
- Секція 7 — Appoinments — 6 стр.
- Секція 8 — Дім (Home) — 36 стр. — (оголошення про продаж нерухомості + ціни; речі, якими можна прикрасити свій будинок; має підсекцію — Welkome Home)
- Секція 9 — Driving + Technology — 22 стр. — (автомобілі + ціни на них; + додаток 50 tech tips — про різні гаджети та програми)
- Журнал Культура (Culture) — 80 стр. — (новини кіно, архітектури, театр, музика, танці, а також огляд нових книг + TV & Radio programm)
- Журнал Стиль (Style) — 64 стр. — (реклама одягу, приклади інтер'єру, рецепти, огляд ресторанів, гороскоп, Traveller — розповідається про місто чи країну, де можна відпочити + ціни по місяцям)
- Журнал The Sunday Times Magazine — 60 стр. — (різне наповнення: кіно, театр, розповіді про людей)

## Справа «Санді Таймс» проти Сполученого Королівства
Справу розпочато за заявою проти Сполученого Королівства Великої Британії та Північної Ірландії, поданої до Комісії, відповідно до статті 25 Конвенції про захист прав людини та основоположних свобод, видавцем «Таймс Ньюзпейперс Лімітед», головним редактором Гарольдом Евансом і групою журналістів британського тижневика The Sunday Times 19 січня 1974 року.
З 1958 по 1961 рік «Дистиллерз Компані (Біокемікалс) Лімітед» виробляла та постачала на ринок за ліцензією у Сполученому Королівстві лікарські препарати, що містили талідомід. Ці ліки призначалися як седативні медичні засоби, зокрема, вагітним жінкам. 1961 року кілька жінок, що приймали ці ліки під час вагітності, народили дітей із серйозними фізичними вадами; загалом було зареєстровано близько 450 таких немовлят. У листопаді того самого року «Дистиллерз» вилучила з британського ринку всі препарати, які містили талідомід.
У період з 1962 по 1966 батьки 70 дітей з фізичними вадами подали позов до суду проти «Дистиллерз». «Дистиллерз» не визнала звинувачення у недбалості і заперечила їх правову підставу. 65 із 70 позовів батьків було задоволено шляхом дружнього врегулювання. Воно передбачало, що кожний заявник отримає від «Дистиллерз», за умови зняття звинувачення у недбалості, 40 % суми, яку він міг би отримати в разі повного задоволення своєї скарги. Врешті-решт, «Дистиллерз» виплатила близько одного мільйона фунтів стерлінгів у 58 справах. 1971 року розпочалися переговори стосовно пропозиції «Дистиллерз» заснувати фонд допомоги для дітей-інвалідів, на яких не поширювалося врегулювання 1968 року. До вересня 1972 року було вироблено умови врегулювання, які передбачали створення фонду у розмірі 3 250 000 фунтів стерлінгів.
Починаючи з 1967 року статті про дітей з фізичними вадами регулярно з'являлися на шпальтах газети «Санді Таймс», а в 1968 році газета почала публікувати критичні статті стосовно врегулювання, досягнутого того року.
24 вересня 1972 року «Санді Таймс» помістила статтю під назвою «Наші діти — жертви талідоміду — ганьба для нашої нації», у якій коментувалися пропозиції з урегулювання, які тоді лише розглядалися, охарактеризовані як «жалюгідні порівняно із завданою шкодою», також критикувалися деякі аспекти англійського права щодо відшкодування та обчислення шкоди у справах про завдання шкоди здоров'ю, нарікалося на затримку виплат, що тягнулася ще від часу народження цих дітей, і містився заклик до «Дистиллерз» виступити зі щедрішою пропозицією. У примітці до статті повідомлялося, що «у наступній статті „Санді Таймс“ простежить історію цієї трагедії». 17 листопада 1972 року суд Відділення королівської лави задовольнив клопотання Генерального аторнея про судову заборону на опублікування майбутньої статті на тій підставі, що вона становитиме факт неповаги до суду.
30 липня 1973 року суд Відділення королівської лави Високого суду правосуддя схвалив текст однієї угоди стосовно більшості справ, пересвідчившись попередньо, що вона справді відстоює інтереси згаданих дітей. За цією угодою: а) кожен заявник, за умови відкликання позову, мав отримати 40 % суми, яку він міг би отримати, якщо б виграв справу; а також
б) планувалося створити фонд допомоги дітям із серйозними фізичними вадами, включаючи й тих дітей, на яких поширювалася угода 1968 року.
Розпорядження стосовно «Таймс Ньюзпєйперс Лтд» було скасовано 23 червня 1976 року за клопотанням Генерального аторнея. За чотири дні вийшла друком стаття, що була предметом спору. Вона значно відрізнялася від первісного варіанту, наприклад, були вилучені місця, що ґрунтувалися на конфіденційних свідченнях, зібраних радниками батьків під час процесу стосовно талідоміду. У додатковому розпорядженні від 31 липня 1974 року містилася заборона розголошувати ці відомості; заявники не оскаржили його в Комісії. 

## Щоденники Гітлера
У квітні 1983 німецький тижневик «Штерн» вразив світ сенсаційною заявою: «Виявлені щоденники Гітлера». Було знайдено 62 блокнота з записами фюрера, де описаний період його життя з 1932 до дня самогубства. Щоденники виявили журналіст Герд Хайдеман і Конрад Куяу, за словами якого, папери йому передав якийсь селянин, котрий помітив їх серед уламків літака, що розбився в Швейцарських Альпах в 1945 році.
Редакція тижневика «Штерн» (Stern) заплатила за знахідку Герду Хайдеманн і Конраду Куяу 4 млн. Доларів. Крім того, була піднята роздрібна ціна журналу перед сенсаційної публікацією щоденників. Лондонський тижневик «Санді таймс» (The sunday times) заплатив 400 тис. доларів за право оприлюднити фрагменти цих нотаток в Англії.
Історики дуже здивувалися такій знахідці. Ніхто не знав про те, що Гітлер вів щоденник. Адже він ненавидів писанину і навіть особисті папери диктував секретарці. Майже одразу почалися спростування.
Графологи визнали «блокноти фюрера» підробкою. Також були виявлені деякі історичні неточності. Наприклад, почерк у щоденнику не змінювався протягом 12 років, хоча з 1943 у Гітлера почався частковий параліч і у нього стали тремтіти руки. Більше того, німецькі вчені з'ясували, що червоні стрічки щоденників, палітурний клей і ряд інших елементів мали повоєнний походження. Аналіз блокнотів не залишив від них каменя на камені.
Після такої ганьби головний редактор журналу «Штерн» звільнився, а Хайдеман і Куяу сіли у в'язницю. Куяу зізнався, що підробив щоденники.

## Інші відомі історії
- Спонсор газети Френсіс Чічестер поодинці здійснив навколосвітню подорож під вітрилами у 1966-1967 роках та взяв участь у перегонах the Sunday Times Golden Globe Race в 1968-1969. Обидві події стали сенсаційними у Британії.
- The Insight team провели розслідування щодо радянського подвійного агента Кіма Філбі. 1 жовтня 1967 року вийшов заголовок «Філбі: я шпигував для Росії з 1933».
- The Insight team провела масштабне розслідування у 1972 році щодо Кривавої Неділі у Північній Ірландії..

Використовуючи інформацію з Mordechai Vanunu, the Sunday Times в 1986 р. виявляє, що Ізраїль виробив понад 100 ядерних боєголовок.
- 12 липня 1987 р. the Sunday Times почала видавати серіями книгу Spycatcher, спогади агента MI5, яка була заборонена у Британії.

Газета успішно оскаржила подальший судовий позов британського уряду у Європейському Суді з прав людини у 1991 р.
- Газета розмістила статтю, у якій стверджувалося, що Королева Єлизавета II, яка загалом підтримує строго неупереджену політичну позицію була засмучена стилем правління Маргарет Тетчер.
- Впродовж двох років на початку 1990-х the Sunday Times друкує серію статей, відкидаючи роль ВІЛ у виникненні СНІДу. Кампанія мала назву «Міф африканського СНІДу». У відповідь науковий журнал Nature написав, що газета у своїх матеріалах про ВІЛ/СНІД «серйозно помиляється, і, ймовірно, катастрофічно». Журнал стверджував, що the Sunday Times настільки послідовно спотворила роль ВІЛ-інфекції в етіології СНІДу, що Nature планує контролювати це питання у майбутньому.
- У 1992 році газета опублікувала уривки із книги Ендрю Мортона «Діана: Правдива історія її власними словами». Ця книга вперше показала катастрофічний стан шлюбу принцеси Діани та принца Чарльза.
- У 1994 році, у рубриці cash for questions[en] було опубліковано розслідування, після якого стало відомо, що Грем Ріддік[en] (член парламенту від Colne Valley) і Девід Тредіннік[en]) (парламенту Босуорт), приймають чеки на суму 1000 фунтів стерлінгів кожен від Insight-журналістів, видаючи себе за бізнесменів. Розслідування прийшло до висновку, що деякі депутати приймали разові платежі.
- 19 лютого 1995 року газета The Sunday Times опублікувала статтю під заголовком «КДБ: Майкл Фут був нашим агентом», яка стверджувала, що радянські розвідувальні служби розцінили Фута, колишнього лідера лейбористської партії, як «агента впливу» і що він багато років був у платі КДБ. Стаття була заснована на перетворенні в послідовну форму мемуарів Олега Гордієвського, колишнього чиновника КДБ. Газета використала матеріал з оригінального рукопису книги, яка ввійшла до виданої версії.
- У квітні 1999 року іноземний кореспондент Джон Суейн[en] приїхав у Косово, щоб дати свідчення очевидців про передбачувані сербські звірства.
- У 1999 році під час облоги в комплексі Організації Об'єднаних Націй у Східному Тиморі, іноземний кореспондент газети, Марі Колвін, була одним з трьох журналістів (всі жінки), які залишилися до кінця облоги з 1500 людей, що опинилися там. Вона повідомляла про їх становище у The Sunday Times та давала інтерв'ю на радіо і телебаченні. Припускають, що саме це врятувало їх життя.
- У 2003 році Sunday Times опублікувала конфіденційні документи Уайтхолл, що розкривають імена більш ніж 300 осіб, які хотіли відмовитися від Нового року, Дня народження королеви і почесних відзнак (тобто лицарство, та ін.)
- У січні 2013 року газета надрукувала карикатуру Джеральда Скарфа, де було зображено прем'єр-міністра Ізраїля Бенджаміна Нетаньяху, який цементував стіну з кров'ю та палестинцями, що потрапили у пастку між цеглинами. Це зображення викликало бурю протестів, адже було оприлюднене у Міжнародний день пам'яті жертв Голокосту. Руперт Мердок вибачився за карикатуру та зауважив, що Джеральд Скарф ніколи не відображав думку The Sunday Times.
- Спортивний оглядач газети The Sunday Times Девід Волш[en] провів більш ніж десятиліття, досліджуючи діяльність велогонщика Ленса Армстронга, його команду і систематичний допінг, поширений в спорті. Після того, як газета звинуватила Армстрога у вживанні допінгу, велогонщик подав позов до суду за наклеп. 2006 року суд зобов'язав газету виплатити Армстронгу компенсацію у розмірі 300 000 фунтів стерлінгів. У січні 2013 року семиразовий переможець Тур де Франс Ленс Армстронг зізнався в тому, що використовував стимулятори (допінг) для перемог. І тепер вже The Sunday Times подала на велогонщика до суду з вимогою повернути ті 300 000 фунтів стерлінгів, які в 2006 році йому виплатила газета.

## Ірландське видання
У 1990-х роках розроблена окрема версія газети для Республіки Ірландія. Офіс було відкрито в 1993 році в Дубліні, на чолі з Аланом Раддоком і Джоном Бернсом.
Ірландське видання The Sunday Times, не пов'язане з газетою The Irish Times, яка виходить з понеділка по суботу в Дубліні.
Газета широко охоплює сферу політики, головні новини, бізнес, особисті фінанси, спорт, культуру та стиль життя.
В офісі працює 25 чоловік. Газета співпрацює з багатьма відомими позаштатними кореспондентами, такими як Бренда Пауер (Brenda Power), Ліам Фей (Liam Fay), Мет Купер (Matt Cooper), Даміан Кіберд (Damien Kiberd), Джил Кербі (Jill Kerby) та Стефан Прайс (Stephen Price).
Ірландське видання продається кількістю близько 140 тисяч примірників на тиждень та містить окреме видання для Північної Ірландії. Діючим редактором в Ірландії є Франк Фітцгіббон, засновник The Sunday Business Post.

## Шотландське видання
Понад 20 років газета була окремим шотландським випуском, який з січня 2012 року виходив під редакцією Джейсона Алардіка (Jason Allardyce).
У шотландському виданні більшість статей такі ж, як у англійському виданні, лише друкуються кілька історій з Шотландії, і на її головній сторінці з заголовками, як правило, розміщуються заголовки шотландської тематики. Газета також містить програму шотландського телебачення й кіносписки, а також друкуються статті шотландських авторів.
Шотландське видання The Sunday Times є найпопулярнішою та найсоліднішою газетою на ринку, яка обійшла Scotland on Sunday та Sunday Herald.

## Редактори
- 1821: Генрі Вайт
- 1822: Даніель Віттл Гарві[en]
- 1824: Кларксон
- 1828: Томас Ґаспі[en]
- 1835: невідомо
- 1854: Вільям Карпентер
- 1855: Джозеф Мозес Леві
- 1856: Е. Т. Сміт
- 1858: Едвард Сіл
- 1867: Едмунд Скейл
- 1874: Джозеф Гаттон[en]
- 1881: Невілл Брюс
- 1887: Філ Робінсон
- 1890: Артур Вільям Беккетт[en]
- 1893: Рейчел Бір[en]
- 1901: Леонард Ріс
- 1932: Вільям В. Гедлі
- 1950: Гаррі Годсон[en]
- 1961: Деніс Гамільтон[en]
- 1967: Гарольд Еванс[en]
- 1981: Френк Ґілз[en]
- 1983: Ендрю Ніл[en]
- 1995: Джон Візероу[en]
- 2013: Мартін Івенс[en]

## Серія документальних фільмів
The Times і The Sunday Times надали декільком незалежним режисерам повний доступ не тільки до відео-архіву, якого вистачить на 229 років перегляду, але і до своїх співробітників.
На основі цього режисери знімуть колекцію фільмів під назвою «Серія фільмів про занепокоєння». Це стане першим проєктом, у якому дві газети розкажуть свої історії через демонстрацію власних цінностей, та через портрети своїх журналістів і читачів. Завдання цієї серії фільмів — написати портрети двох газет і тих людей, які залучені в процес їх створення: від журналістів і дизайнерів до фотографів і редакторів.
Перші чотири фільми («Сила слів», «Ставте запитання», «Фотожурналістика» і «Times New Roman») були представлені 3 червня 2014 на сайті Foreverunquiet.co.uk. У першому фільмі «Сила слів», знятим режисером британського Channel 4 Ліз Унна, журналісти Кейтлін Моран, Метью Перріс і Бен Макінтайр розповідають про те, як слова вплинули на їх життя і кар'єри.
Автором проєкту став видавець газет — компанія News UK, креативне агентство Grey London і продакшн-компанія Betsy Works.